# Брол-Лицинг
Брол-Лицинг (њем. Brohl-Lützing) општина је у њемачкој савезној држави Рајна-Палатинат. Једно је од 74 општинска средишта округа Арвајлер. Према процјени из 2010. у општини је живјело 2.590 становника. Посједује регионалну шифру (AGS) 7131014.

## Географски и демографски подаци
Брол-Лицинг се налази у савезној држави Рајна-Палатинат у округу Арвајлер. Општина се налази на надморској висини од 70 метара. Површина општине износи 9,2 km². У самом мјесту је, према процјени из 2010. године, живјело 2.590 становника. Просјечна густина становништва износи 281 становника/km².